# 我們要活著回去
《我們要活著回去》（英語：Alive）是1993年的傳記生存片，改编自由皮爾斯·保羅·里德（Piers Paul Read's）1974年出版的《Alive: The Story of the Andes Survivors》。電影大綱主要是1972年10月13日，一架載著烏拉圭橄欖球隊的烏拉圭空軍571號班機（Uruguayan Air Force Flight 571），由一架福克F27型雙引擎客機執行任務。從烏拉圭蒙得維的亞飛往智利聖地亞哥參加比賽，在安地斯山脈因遇上亂流，偏離航線撞山，機身斷為兩截，17人當場死亡，而該球隊內的大部分隊員則生還，史稱安地斯空難。
然而，由於失事位置太偏僻，再加上該處天氣達零下40度，十分寒冷，機上有些人因失溫或遇上雪崩而死去。生還者希望能活著等待救援隊的到來，可是他們從電台得知救援隊已停止進行搜索行動，生還者只好以死者屍體充飢。其中兩名球員在艱難的情況下步行10天下山，最終成功向他人求救，直到意外發生第72天後（即：12月22日）他們才被智利空軍救援隊救出，45人最終只剩下16名生還者。

## 發行
電影於1993年1月15日上映，預算為3,200萬美元，收穫票房3,670萬美元。

## 評價
在電影評論網站《爛番茄》的資料，電影根據27條評論，獲得59％的評分，其平均得分為6.17/ 10。
IMDB 上的根據評價則為7.1/10 。

## 外部連結
- 互联网电影数据库（IMDb）上《Alive》的资料（英文）
- 爛番茄上《Alive》的資料（英文）
- Box Office Mojo上《Alive》的資料（英文）
- AllMovie上《Alive》的资料（英文）
- 豆瓣电影上《我們要活著回去》的資料 （简体中文）